# Villa Caristo

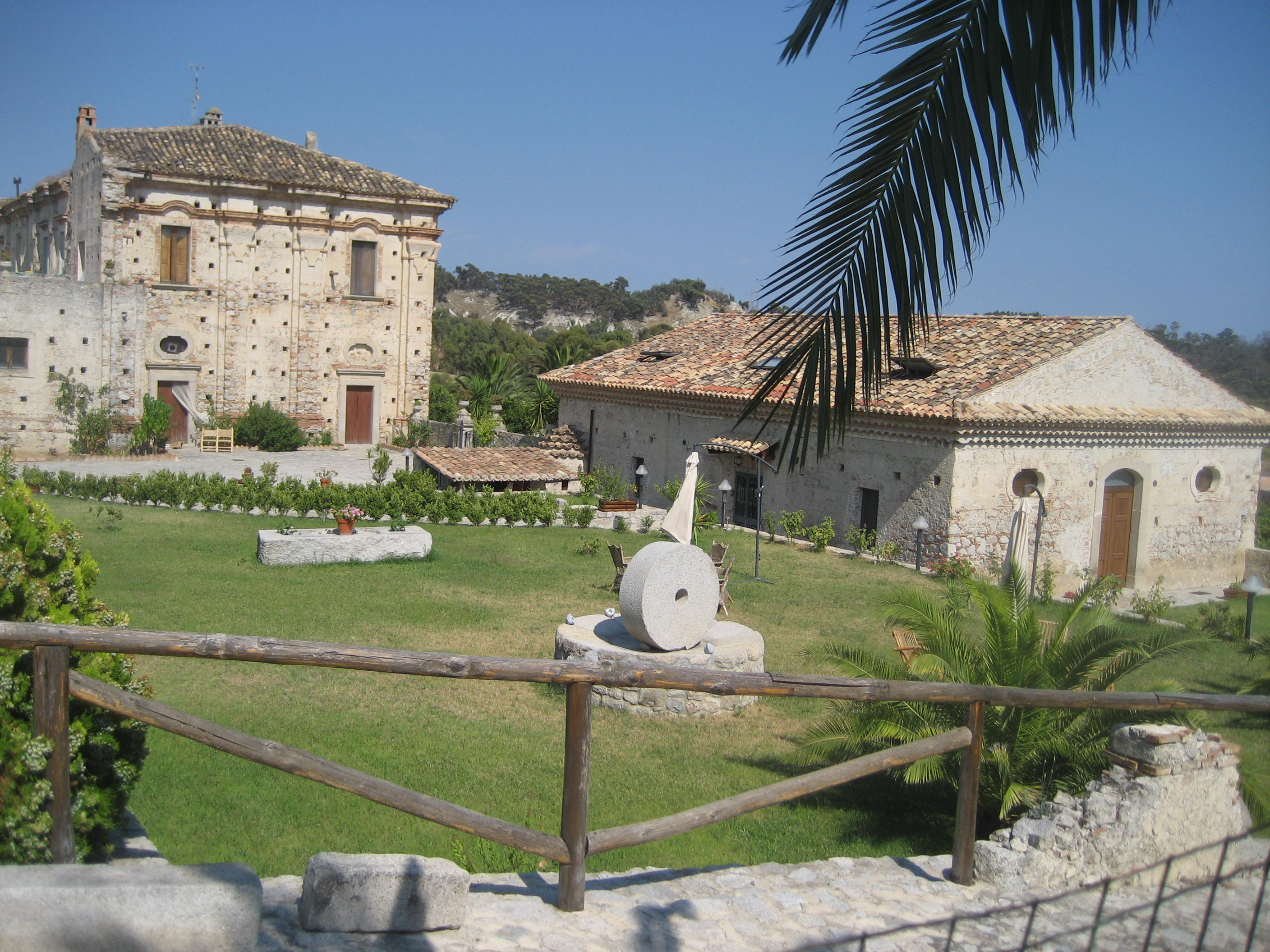
Giardino di Villa Caristo

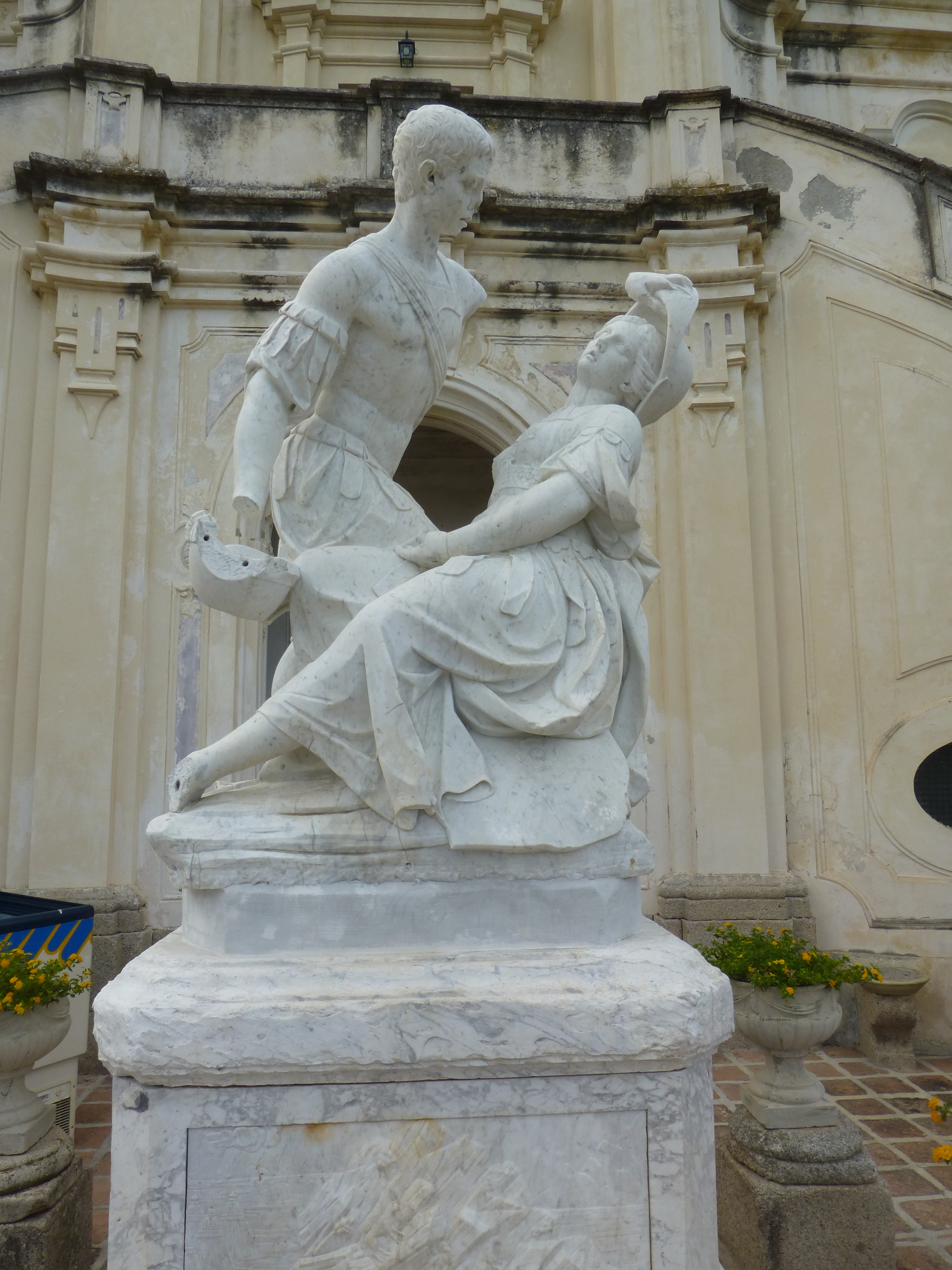
Statua di Tancredi che battezza Clorinda morente, personaggi della Gerusalemme Liberata (2013)

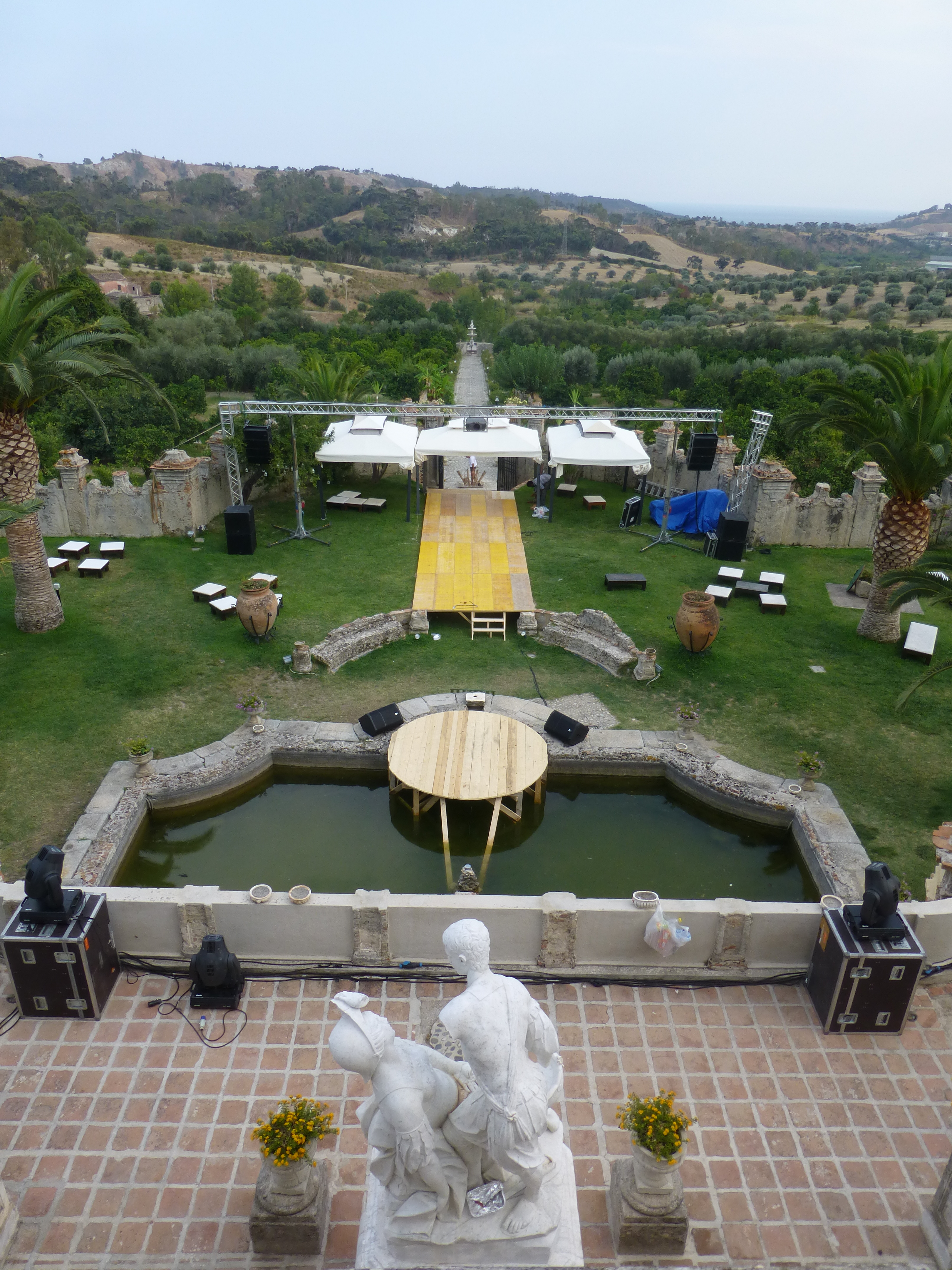
Il giardino di Villa Caristo dalla scalinata con il palco per un concerto

Villa Caristo è una prestigiosa villa settecentesca in località Scinà nel comune di Stignano in Calabria di proprietà della famiglia Caristo.  La raffinatezza ed intimità di Villa Caristo, l’architettura ed il suo parco, la magia di un tempo tenuta sapientemente fino ad oggi, fa di questa location una preziosa cornice per eventi di ogni genere.
La villa ha uno stile barocco e non si ha una risposta certa su chi potrebbe averla progettata; i più probabili sono allievi del Vanvitelli o del Sanfelice o del Vaccaro.
Nel 1984 fu inserita nella serie filatelica "Le ville d'Italia" di Poste Italiane insieme a Villa dei Principi Mellone (Lecce), al palazzo Doria Pamphili (Genova) e alla reggia di Stupinigi (Torino).
Nel 2015 è stata premiata dal concorso nazionale “Il parco più bello”, come uno dei dieci parchi più belli d’Italia.

## Storia
La prima sezione dell'edificio costruita e denominata casino potrebbe essere stata costruita nel 1747 secondo la dichiarazione del proprietario Francesco Maria Caristo attestato in un documento del 16 novembre 1877 redatto dall'ispettore degli Scavi e Monumenti Domenico Lupis di Grotteria.
Detto casino fu edificato per conto della famiglia Lamberti di Stignano che in contrada Scinà possedeva dei terreni con vista sul torrente Ceramidio.
Nel 1752 un documento che relaziona sul sequestro preventivo dei beni ai Lamberti indebitatasi nella gestione delle Regie Ferriere di Stilo menzione lo stabile di Ascinà con un inventario del mobilio tra cui due credenze con un servizio di maiolica color turchino in creta di Savona.

## Descrizione

### Piano Terra della Villa
Al Piano terra si trova un salone centrale a pianta ottagonale.
Ai lati si trovano le camere arredate con consolle e un cantarano e diversi dipinti.

### Primo piano della Villa
Al primo piano vi si accede o dall'interno con una scala a chiocciola o dall'esterno con uno scalone a tenaglia.